# Adrian Madaschi
Adrian Anthony Madaschi (* 11. Juli 1982 in Perth) ist ein australischer Fußballspieler auf der Position eines Abwehrspielers. 

## Karriere

### Karrierebeginn in Australien
Madaschi begann seine aktive Karriere als Fußballspieler in seiner Heimat Australien, wo er beim Balcatta SC aus Balcatta, einem Vorort von Perth, seine erste Jugendstation hatte. Von dort wechselte er in noch jungen Jahren in den Nachwuchsbereich des Bayswater FC. Von Bayswater aus kam er danach zum Perth SC, den er bis zum Jahre 1998 die Treue hielt. Nach Jahren im australischen Nachwuchsfußball beschloss Madaschi seine Reise nach Italien fortzusetzen, wo er 1998 in der Jugendabteilung von Atalanta Bergamo aufgenommen wurde und dort bis 2001 blieb.

### Erste Auftritte in Italien
Bereits zur Saison 1999/2000 durfte er erstmals mit der Profimannschaft mittrainieren und stand ab derselben Zeit auch im Profikader des Vereines. Nach der Aufstieg der Mannschaft in die Serie A, der höchsten Spielklasse Italiens, wurde Madaschi im Juli 2001 zum ersten Mal verliehen. Sein Weg führte ihn zum Calcio Monza, dessen Profimannschaft gerade eben erst von der Serie B in die drittklassige Serie C1 abgestiegen war. Beim Verein aus der Lombardei kam er in weiterer Folge zu acht Ligaeinsätzen und wurde nach der Rückkehr zu Atalanta Bergamo im Januar 2002 für das Frühjahr 2002 ein weiteres Mal verliehen.
Innerhalb der Serie C1 transferierte er zu AC Pistoiese, bei denen er sich allerdings auch nicht durchsetzen konnte und es so nur zu zwei Meisterschaftseinsätzen brachte. Als er nach seiner Rückkehr zum dritten Mal verliehen wurde und dabei beim ebenfalls drittklassigen Spezia Calcio zu keinem einzigen Meisterschaftsauftritt kam, wurde sein Vertrag bei Atalanta Bergamo im Oktober 2003 im gegenseitigen Einvernehmen des Klubs und des Spielers ein Jahr vor dem eigentlichen Auslaufen des Vertrags aufgelöst.

### Stammspieler in Schottland
In weiterer Folge wechselte Madaschi während der laufenden Saison zu Partick Thistle in die Scottish Premier League, der höchsten Fußballliga Schottlands und brachte es dort auf insgesamt 24 Saisoneinsätze und zwei Treffer sowie auf drei Pokaleinsätze. Sein Teamligadebüt gab er hierbei nur eine Woche nach seiner Verpflichtung, am 25. Oktober 2003, bei einer 1:4-Auswärtsniederlage gegen Heart of Midlothian, wo er die gesamte Spieldauer auf dem Platz stand.
Trotz Madaschis Leistungen in der Innenverteidigung schaffte das von Gerry Britton und Derek Whyte trainierte Team den Klassenerhalt nicht und musste den Abstieg in die Scottish Football League First Division antreten. Während der darauffolgenden Spielzeit kam er in 27 Meisterschaftspartien zum Einsatz, erzielte zwei Treffer und absolvierte abermals drei Pokalspiele für die Mannschaft. Nach dem Abstieg 2003/04 musste Partick Thistle 2004/05 ein weiteres Mal absteigen. Doch noch vor dem Abstieg in die drittklassige Scottish Football League Second Division verließ der gebürtige Australier den Klub und wechselte zum für die Spielzeit 2005/06 zum FC Dundee, wo er einen Ein-Jahres-Vertrag unterschrieb. Beim Verein aus Dundee war er jedoch nicht mehr so integriert wie zuvor bei Patrick Thistle und kam so nur in neun Ligaspielen zum Einsatz. Im Dezember 2005 verließ er den Verein wieder und flog zurück nach Australien, um sich dort wegen einer Schambeinentzündung behandeln zu lassen.

### Rückkehr nach Italien
Bereits im Januar 2006 flog Madaschi erneut nach Europa, wo er beim damaligen italienischen Drittligisten US Grosseto einen Vertrag bis zum Saisonende unterzeichnete. Anschließend wechselte er zu Calcio Portogruaro Summaga in die Serie C2, die vierthöchste Fußballliga Italiens. Dort wurde er rasch zum Stammspieler und kam bereits in seiner ersten Spielzeit zu 27 Ligaeinsätzen. Mit dem Team schaffte er nach Siegen in den Play-offs am Ende der Saison nur knapp den Klassenerhalt und musste so nicht in die fünftklassige Serie D absteigen. In den folgenden Spielzeiten verbesserten sich die Leistungen des Teams stetig, 2007/08 gelang der Aufstieg in die Serie C1, am Ende der Saison 2009/10 folgte der erstmalige Aufstieg in die Serie B. Madaschi war dabei durchgängig Stammspieler, sein Aufenthalt bei Portogruaro endete schließlich im Sommer 2011, als der Klub als Tabellenvorletzter den Klassenerhalt in der Serie B verpasste. Madaschi hielt sich in der Folge beim australischen Erstligisten Melbourne Victory fit, bevor er Anfang November beim Ortsrivalen Melbourne Heart einen Kurzzeitvertrag unterzeichnete.

### International
Erste internationale Erfahrungen sammelte Madaschi mit dem U-17-Nationalteam Australiens, den Joeys, mit denen er unter anderem an der U-17-Fußball-Weltmeisterschaft 1999 in Neuseeland teilnahm. Im Turnierverlauf erreichte der australische Nachwuchs nach Spielen gegen Brasilien, Deutschland, Mali, Katar und die Vereinigten Staaten das Finale. Dort unterlag das unter Leitung von Les Scheinflug stehende Team gegen die U-17-Nationalmannschaft von Brasilien nach Elfmeterschießen mit 7:8. Madaschi wurde nach Ablauf des Wettbewerbs in die Mannschaft des Turniers gewählt und war selbst einer der Hauptverantwortlichen für den Einzug ins Finale.
Mit dem australischen U-20-Nationalteam nahm er an der Junioren-WM 2001 in Argentinien teil. Bereits im Achtelfinale schied das Team aus, nachdem es gegen Brasilien mit den „rising stars“ Kaká, Luisão, Júlio Baptista, Adriano und Maicon Douglas Sisenando klar mit 0:4 unterlegen war. 
2004 nahm er mit dem australischen U-23-Nationalteam am Fußballturnier der Olympischen Spiele in Athen teil und erreichte dabei das Viertelfinale. Dort unterlag man dem Irak mit 0:1 und schied so aus dem Wettbewerb aus. 
Noch vor den Olympischen Spielen in Athen war Madaschi im Mai und Juni 2004 in insgesamt vier Länderspielen für die Socceroos im Einsatz. Alle vier Spiele waren Teil der Qualifikation zur WM 2006 der ozeanischen Zone. Dabei erzielte er am 2. Juni 2004 bei einem 6:1-Sieg über Fidschi die ersten beiden Tore in seiner noch jungen Karriere als A-Nationalspieler seines Heimatlandes.
Nach rund fünf Jahren ohne Länderspieleinsatz wurde Madaschi im Mai 2009 in den 30-Mann-Kader für die letzten drei Qualifikationsspiele zur WM 2010 berufen. Jedoch kam er dabei nicht zum Einsatz. Doch sein erster Einsatz nach über fünf Jahren Abstinenz sollte nicht lange dauern, denn bereits am 12. August 2009 gab er sein Comeback, als er bei einem 3:0-Sieg über Irland in der zweiten Halbzeit zum Einsatz kam.

## Erfolge

### Verein
- 1× Aufstieg in die Serie C1 (Serie C): 2007/08
- 1× Aufstieg in die Serie B: 2009/10

### Nationalmannschaft
- 1× U-17-WM-Finalist: 1999